# Toledói egyházmegye (Brazília)
A brazíliai Toledói egyházmegye a római katolikus egyház egyházmegyéje. A Cascaveli főegyházmegye szuffragáneus egyházmegyéje. Püspöki székvárosa Toledo (Brazília), ahol a Krisztus király székesegyház található.

## Püspökök
- Armando Círio OSI (1960. május 14.–1978. május 5).
- Geraldo Majella Agnelo (1978. május 5.–1982. október 4.)
- Lúcio Ignácio Baumgaertner (1983. július 2.–1995. december 27.)
- Anuar Battisti (1998. április 15.–2004. szeptember 29.)
- Francisco Carlos Bach (2005. július 27.–2012. október 3.)
- João Carlos Seneme CSS (2013. június 26. óta hivatalban)